# Estratégia Saúde da Família
A Estratégia Saúde da Família (ESF) foi implantada no Brasil pelo Ministério da Saúde em 2006 a partir do Programa Saúde da Família, existente desde 1994. Como consequência de um processo de desospitalização e humanização do Sistema Único de Saúde, o programa tem como vantagem a a valorização dos aspectos que influenciam positivamente a saúde das pessoas fora do ambiente hospitalar .
O Estratégia Saúde da Família visa a reversão do modelo assistencial vigente, onde predomina o atendimento emergencial ao doente, na maioria das vezes em grandes hospitais. A família passa a ser o objeto de atenção no ambiente em que vive, permitindo uma compreensão ampliada do processo saúde/doença. O programa inclui ações de promoção da saúde, prevenção, recuperação, reabilitação de doenças e agravos mais frequentes.
No âmbito da reorganização dos serviços de saúde, a estratégia da saúde da família vai ao encontro dos debates e análises referentes ao processo de mudança do paradigma que orienta o modelo de atenção à saúde vigente e que vem sendo enfrentada, desde a década de 1970, pelo conjunto de atores e sujeitos sociais comprometidos com um novo modelo que valorize as ações de promoção e proteção da saúde, prevenção das doenças e atenção integral às pessoas. Estes pressupostos, tidos como capazes de produzir um impacto positivo na orientação do novo modelo e na superação do anterior, calcado na supervalorização das práticas da assistência curativa, especializada e hospitalar, e que induz ao excesso de procedimentos tecnológicos e medicamentosos e, sobretudo, na fragmentação do cuidado, encontra, em relação aos recursos humanos para o Sistema Único de Saúde (SUS), um outro desafio. Tema também recorrente nos debates sobre a reforma sanitária brasileira, verifica-se que, ao longo do tempo, tem sido unânime o reconhecimento acerca da importância de se criar um "novo modo de fazer saúde".
Percebendo a expansão do Programa Saúde da Família que se consolidou como estratégia prioritária para a reorganização da Atenção Básica no Brasil, o governo emitiu a Portaria Nº 648, de 28 de março de 2006, onde ficava estabelecido que o PSF é a estratégia prioritária do Ministério da Saúde para organizar a Atenção Básica — que tem como um dos seus fundamentos possibilitar o acesso universal e contínuo a serviços de saúde de qualidade, reafirmando os princípios básicos do SUS: universalização, igualdade, descentralização, integralidade e participação da comunidade - mediante o cadastramento e a vinculação dos usuários. Em 2011 a  portaria GM Nº2.488/2011 revogou a portaria GM Nº 648/2006 e demais disposições em contrário ao estabelecer a revisão de diretrizes e normas para a organização da Atenção Básica e aprovar a Política Nacional de Atenção Básica para a Estratégia Saúde da Família (ESF) e para o Programa de Agentes Comunitários de Saúde -PACS.
A Estratégia Saúde da Família (ESF) visa à reorganização da atenção básica no País, de acordo com os preceitos do Sistema Único de Saúde, e é tida pelo Ministério da Saúde e gestores estaduais e municipais como estratégia de expansão, qualificação e consolidação da atenção básica por favorecer uma reorientação do processo de trabalho com maior potencial de aprofundar os princípios, diretrizes e fundamentos da atenção básica, de ampliar a resolutividade e impacto na situação de saúde das pessoas e coletividades, além de propiciar uma importante relação custo-efetividade

## Características e composição
A Saúde da Família é entendida como uma estratégia de reorientação do modelo assistencial, operacionalizada mediante a implantação de equipes multiprofissionais, as equipes de Saúde da Família, em unidades básicas de saúde. Estas equipes são responsáveis pelo acompanhamento de um número definido de pessoas (2.400 a 4.000), localizadas em uma área geográfica delimitada. Recomenda-se que o número de pessoas por equipe considere o grau de vulnerabilidade das famílias daquele território, sendo que, quanto maior o grau de vulnerabilidade, menor deverá ser a quantidade de pessoas por equipe
As equipes atuam com ações de promoção da saúde, prevenção, recuperação, reabilitação de doenças e agravos mais freqüentes, e na manutenção da saúde desta comunidade.
De acordo com a Portaria Nº 2488/2011 são características do processo de trabalho das equipes de Atenção Básica:
- Definição do território de atuação e de população sob responsabilidade das UBS e das equipes;
- Programação e implementação das atividades de atenção à saúde de acordo com as necessidades de saúde da população, com a priorização de intervenções clínicas e sanitárias nos problemas de saúde segundo critérios de frequência, risco, vulnerabilidade e resiliência. Inclui-se aqui o planejamento e organização da agenda de trabalho compartilhado de todos os profissionais e recomenda-se evitar a divisão de agenda segundo critérios de problemas de saúde, ciclos de vida, sexo e patologias dificultando o acesso dos usuários;
- Desenvolver ações que priorizem os grupos de risco e os fatores de risco clínico-comportamentais, alimentares e/ou ambientais, com a finalidade de prevenir o aparecimento ou a persistência de doenças e danos evitáveis;
- Realizar o acolhimento com escuta qualificada, classificação de risco, avaliação de necessidade de saúde e análise de vulnerabilidade tendo em vista a responsabilidade da assistência resolutiva à demanda espontânea e o primeiro atendimento às urgências;
- Prover atenção integral, contínua e organizada à população adscrita;
- Realizar atenção à saúde na Unidade Básica de Saúde, no domicílio, em locais do território (salões comunitários, escolas, creches, praças, etc.) e outros espaços que comportem a ação planejada;
- Desenvolver ações educativas que possam interferir no processo de saúde-doença da população, no desenvolvimento de autonomia, individual e coletiva, e na busca por qualidade de vida pelos usuários;
- Implementar diretrizes de qualificação dos modelos de atenção e gestão tais como a participação coletiva nos processos de gestão, a valorização, fomento a autonomia e protagonismo dos diferentes sujeitos implicados na produção de saúde, o compromisso com a ambiência e com as condições de trabalho e cuidado, a constituição de vínculos solidários, a identificação das necessidades sociais e organização do serviço em função delas, entre outras;
- Participar do planejamento local de saúde assim como do monitoramento e a avaliação das ações na sua equipe, unidade e município; visando à adequação do processo de trabalho e do planejamento frente às necessidades, realidade, dificuldades e possibilidades analisadas;
- Desenvolver ações intersetoriais, integrando projetos e redes de apoio social, voltados para o desenvolvimento de uma atenção integral;
- Apoiar as estratégias de fortalecimento da gestão local e do controle social; e
- Realizar atenção domiciliar destinada a usuários que possuam problemas de saúde controlados/compensados e com dificuldade ou impossibilidade física de locomoção até uma unidade de saúde, que necessitam de cuidados com menor frequência e menor necessidade de recursos de saúde e realizar o cuidado compartilhado com as equipes de atenção domiciliar nos demais casos.[3] Esse cuidado na residência do paciente pode ser realizado pelo médico, assistente social, auxiliar/técnico de enfermagem, fonoaudiólogo, fisioterapeuta, nutricionista, odontólogo, psicólogo, farmacêutico e terapeuta ocupacional [4]

## A trajetória do programa
Década de 70
- 1974 - Projeto de Saúde Comunitária da Unidade São José do Murialdo da Secretaria de Saúde do Rio Grande do Sul com Projeto Voluntários de Saúde (pessoal da comunidade atuando junto à equipe de saúde comunitária do Murialdo.
- 1976 - PIASS. Início dos primeiros programas de Residência Médica na área (Saúde Comunitária, Medicina Integral e Medicina Comunitária.

Década de 80
- Início da experiência de Agentes Comunitários e Saúde pelo Ministério da Saúde.
- 1991 – Criação oficial do PACS (Programa de Agentes Comunitários de Saúde) pelo Ministério da Saúde
- 1994 – Realização do estudo “Avaliação Qualitativa do PACS”; criação do Programa Saúde da Família; primeiro documento oficial “Programa Saúde da Família: dentro de casa”; e criação de procedimentos vinculados ao PSF e ao PACS na tabela do Sistema de Informações Ambulatoriais do SUS (SIA/SUS); a população coberta pelo PSF era em torno de 1 milhão de pessoas.
- 1996 – Legalização da Norma Operacional Básica (NOB 01/96) para definição de um novo modelo de financiamento para a atenção básica à saúde.
- 1997 – Lançamento do Reforços, um projeto de financiamento para impulsionar a implantação dos Polos de Capacitação, Formação e Educação Permanente de Recursos Humanos para Saúde da Família; publicação de um segundo documento oficial “PSF: uma estratégia para a reorientação do modelo assistencial”, dirigido aos gestores e trabalhadores do SUS e instituições de ensino; PACS e PSF são incluídos na agenda de prioridade da Política de Saúde; publicação da Portaria MS/GM nº. 1882, criando o Piso de Atenção Básica (PAB), e da portaria MS/GM nº. 1886, com as normais de funcionamento do PSF e do PACS.
- 1998 — O PSF passa a ser considerado estratégia estruturante da organização do SUS; início da transferência dos incentivos financeiros fundo a fundo destinados ao PSF e ao PACS, do Fundo Nacional de Saúde para os Fundos Municipais de Saúde; primeiro grande evento: “I Seminário de Experiências Internacionais em Saúde da Família”; edição do “Manual para a Organização da Atenção Básica”, que ser serviu como importante respaldo organizacional para o PSF; definição, pela primeira vez, de orçamento próprio para o PSF, estabelecido no Plano Plurianual.
- 1999 — Realização do 1º Pacto da Atenção Básica e do segundo grande evento, “I Mostra Nacional de Produção em Saúde da Família — construindo um novo modelo”; realização do estudo “Avaliação da implantação e funcionamento do Programa Saúde da Família”; edição da Portaria nº. 1.329, que estabelece as faixas de incentivo ao PSF por cobertura populacional.
- 2000 — Criação do Departamento de Atenção Básica para consolidar a Estratégia de Saúde da Família; publicação dos Indicadores 1999 do Sistema de Informação da Atenção Básica; a população atendida alcança o percentual de 20% da população brasileira.
- 2001 — Edição da “Norma Operacional da Assistência à Saúde — NOAS/01”, ênfase na qualificação da atenção básica; realização de um terceiro evento, “II Seminário Internacional de Experiências em Atenção Básica/Saúde da Família”; apoio à entrega de medicamentos básicos às Equipe de Saúde da Família (ESF); incorporação das ações de saúde bucal ao PSF; realização da primeira fase do estudo “Monitoramento das equipes de Saúde da Família no Brasil”.
- 2002 — Realização de um quarto evento: “PSF — A saúde mais perto de 50 milhões de brasileiros” e da segunda fase do estudo “Monitoramento das equipes de Saúde da Família no Brasil”; A população coberta pelo PSF ultrapassa os 50 milhões de pessoas.
- 2003 — Início da execução do Programa de Expansão e Consolidação da Estratégia de Saúde da Família (Proesf), cuja proposta inicial era a ampliação do programa em municípios de grande porte, ou seja, com mais de 100 mil habitantes, e publicação dos Indicadores 2000, 2001 e 2002 do Sistema de Informação da Atenção Básica.
- 2006 — Considerando a expansão do PSF, que se consolidou como estratégia prioritária para reorganização da atenção básica no Brasil e primeiro nível da atenção à saúde no SUS, o Ministério da Saúde publicou a Portaria Nº 648, de 28 de Março de 2006 e outras de importância.
- 2011 - É realizada a revisão de diretrizes e normas para a organização da Atenção Básica, para a Estratégia Saúde da Família (ESF) e o Programa de Agentes Comunitários de Saúde (PACS).

## Legislação (portarias e leis)
- LEI No 5.991, DE 17 DE DEZEMBRO DE 1973  Dispõe sobre o Controle Sanitário do Comércio de Drogas, Medicamentos, Insumos Farmacêuticos e Correlatos, e dá outras Providências.
- Portaria Nº 044 de 03 de janeiro de 2002 - Define as atribuições do Agente Comunitário de Saúde – ACS – na prevenção e no controle da malária e da dengue.
- Lei Nº 10.507 de 10 de julho de 2002 - Cria a Profissão de Agente Comunitário de Saúde e dá outras providências - Lei Revogada pela LEI Nº 11.350, DE 5 DE OUTUBRO DE 2006.
- LEI Nº 11.350, DE 5 DE OUTUBRO DE 2006 (Regulamenta o § 5o do art. 198 da Constituição, dispõe sobre o aproveitamento de pessoal amparado pelo parágrafo único do art. 2o da Emenda Constitucional no 51, de 14 de fevereiro de 2006, e dá outras providências).
- Portaria Nº 979 de 24 de maio de 2004 - Atualizar, na forma do Anexo desta Portaria, os valores do Piso da Atenção Básica (PAB) e do Piso da Atenção Básica Ampliado (PAB-A), utilizando a estimativa da população para Estados e Municípios relativa ao ano de 2003.
- Portaria Nº 1.043 de 01 de junho de 2004 - Reajusta o valor do incentivo financeiro ao Programa de Agentes Comunitários de Saúde
- Portaria Nº 1.433 de 14 de julho de 2004 - Redefine critérios de avaliação para habilitação de municípios em Gestão Plena da Atenção Básica Ampliada - GPAB-A e em Gestão Plena do Sistema Municipal, e dá outras providências.
- Portaria Nº 1.572 de 29 de julho de 2004 - Estabelece o pagamento de próteses dentárias totais em Laboratórios Regionais de Próteses Dentárias - LRPD
- Portaria Nº 2.513 de 23 de novembro de 2004 - Atualiza o valor do incentivo adicional aos Agentes Comunitários de Saúde, integrantes do Programa Agentes Comunitários de Saúde ou do Programa Saúde da Família.
- Portaria Nº 021 de 05 de janeiro de 2005 - Estabelece os mecanismos e as responsabilidades para o financiamento da Assistência Farmacêutica na Atenção Básica e dá outras providências.
- Portaria Nº 543 de 08 de abril de 2005 - Autoriza repasse do Fundo Nacional de Saúde para os Fundos Municipais de Saúde, para intensificação das ações de vigilância e controle da tuberculose, e dá outras providências.
- Portaria Nº 1.072 de 04 de julho de 2005 - Estabelecer aditivo de valor concedido a Municípios do Projeto de Expansão e Consolidação da Saúde da Família - PROESF.
- Portaria Nº 2.084 de 26 de outrubro de 2005 - Estabelece os mecanismos e as responsabilidades para o financiamento da Assistência Farmacêutica na Atenção Básica e dá outras providências.
- Portaria Nº 156 de 19 de janeiro de 2006 - Dispõe sobre o uso da penicilina na atenção básica à saúde e nas demais unidades do Sistema Único de Saúde (SUS).
- Portaria Nº 648 de 28 de março de 2006 - Aprova a Política Nacional de Atenção Básica, estabelecendo a revisão de diretrizes e normas para a organização da Atenção Básica para o Programa Saúde da Família (PSF) e o Programa Agentes Comunitários de Saúde (PACS).
- Portaria Nº 649 de 28 de março de 2006 - Define valores de financiamento para o ano de 2006, com vistas à estruturação de Unidades Básicas de Saúde para as equipes Saúde da Família, como parte da Política Nacional de Atenção Básica.
- Portaria Nº 650 de 28 de março de 2006 - Define valores de financiamento do PAB fixo e variável mediante a revisão de diretrizes e normas para a organização da Atenção Básica, para a estratégia de Saúde da Família e para o Programa de Agentes Comunitários de Saúde, instituídos pela Política Nacional de Atenção Básica.
- Portaria Nº 687 de 30 de março de 2006 - Aprova a Política de Promoção da Saúde.
- Portaria Nº 822 de 17 de abril de 2006 - Altera critérios para definição de modalidades das ESF dispostos na Política Nacional de Atenção Básica.
- Portaria Nº 971 de 03 de maio de 2006 - Aprova a Política Nacional de Práticas Integrativas e Complementares (PNPIC) no Sistema Único de Saúde.
- Portaria Nº 1010 de 08 de maio de 2006 - Institui as diretrizes para a Promoção da Alimentação Saudável nas escolas de educação infantil, fundamental e nível médio das redes públicas e privadas, em âmbito nacional.
- Portaria Nº 1027 de 10 de maio de 2006 - Define os novos tetos financeiros, os procedimentos para programação do POA/PA e o prazo de execução e prestação de contas da Fase I do Componente 1 PROESF.
- Portaria Conjunta Nº 48 de 30 de junho de 2006 - Divulga os municípios que integram os planos de trabalho do Pró-Saúde(Programa Nacional de Reorientação da Formação Profissional em Saúde) e das Residências Médicas em Medicina de Família e Comunidade.
- Portaria Nº 1.600 de 17 de julho de 2006 - Aprova a constituição do Observatório das Experiências de Medicina Antroposófica no Sistema Único de Saúde (SUS).
- Portaria Nº 2.133 de 11 de setembro de 2006 - Define o valor mínimo da parte fixa do Piso de Atenção Básica - PAB, para efeito do cálculo do montante de recursos a ser transferido do Fundo Nacional de Saúde aos municípios e ao Distrito Federal, e divulga os valores anuais/mensais da parte fixa do PAB, por município e Distrito Federal.
- Portaria Nº748 de 10 de outubro de 2006 - Residencial Terapêutico em Saúde Mental e sua classificação.
- Portaria Nº749 de 10 de outubro de 2006 - Atenção a Saúde do Sistema Penitenciário.
- Portaria Nº750 de 10 de outubro de 2006 - Normas de cadastramento das equipes da Estratégia de Saúde da Família, nos tipos: Equipe de Saúde da Família - ESF, Equipe de Saúde da Família com Saúde Bucal - ESFSB e Equipe de Agentes Comunitários de Saúde - ACS, no Cadastro Nacional de Estabelecimento de Saúde - CNES.
- Portaria Nº 2.527 de 19 de outubro de 2006 - Define os conteúdos mínimos do Curso Introdutório para profissionais da Saúde da Família.
- Portaria Nº 853 de 11 de novembro de 2006 - Incluir na Tabela de Serviços/classificações do Sistema de Cadastro Nacional de Estabelecimentos de Saúde - SCNES de Informações do SUS, o serviço de código 068 - Práticas Integrativas e Complementares
- Portaria Nº 154 de 24 de janeiro de 2008 - Cria os Núcleos de Apoio à Saúde da Família - NASF
- [file:///H:/Geral/Legisla%C3%A7%C3%A3o/anten%C3%A7%C3%A3o%20b%C3%A1sica%202011.htm]